# Sushi
Il sushi (すし o 寿司? pronuncia giapponese [sɯ̥ɕiꜜ] o [sɯꜜɕi], in italiano /ˈsuʃʃi/) è un insieme di piatti tipici della cucina giapponese a base di riso, insieme ad altri ingredienti come pesce, alghe nori o uova. Il ripieno è crudo (o in alcune varianti cotto) e può essere servito appoggiato sul riso, arrotolato in una striscia di alga, disposto in rotoli di riso o inserito in una piccola tasca di tofu.

## Etimologia
In Giappone la parola sushi significa letteralmente "riso condito con aceto" e si riferisce a una vasta gamma di cibi preparati col riso come ingrediente principale. Al di fuori del Giappone viene spesso inteso come pesce crudo o come riferimento a un ristretto genere di cibi giapponesi come il maki, il nigiri o addirittura il sashimi (composto di solo pesce fresco).

## Storia
Le origini del sushi sono molto incerte quanto all'epoca. L'opinione più diffusa è che sia stato portato dai monaci buddhisti tornati dalla Cina nel VII secolo.
Molto simile al sushi fu una preparazione che comparve in Giappone già con l'introduzione della coltivazione del riso, intorno al IV secolo a.C., variante di un antico metodo per conservare il pesce molto diffuso in Asia sud-orientale e in Cina: il pesce crudo veniva disposto a strati con il sale alternato al riso e tenuto pressato per qualche settimana; in seguito veniva lasciato fermentare per mesi. Questo tipo di sushi si chiama narezushi, ancora molto apprezzato nella zona di Tokyo.
Nel XVII secolo si cominciò ad aggiungere aceto di riso per abbreviare i tempi di fermentazione del riso e il pesce veniva marinato o cotto.
Fu soltanto intorno al 1820 che comparve a Edo (l'odierna Tokyo) la ricetta più vicina al sushi. Hanaya Yohei (1799 – 1858) è stato l'ideatore del ''nigirizushi'' (握り寿司?); fu il primo a servire sul suo banco bocconcini di riso aromatizzati all'aceto con sopra fettine di pesce crudo. Da allora la vendita del sushi per strada diventò un uso diffuso. Una cosa curiosa era la tenda bianca fissata alle bancarelle sulla quale i clienti si pulivano le mani dopo aver consumato il sushi. Un sistema infallibile per individuare il miglior rivenditore era quello di guardare la tenda: più era sporca, più il posto era frequentato e quindi, probabilmente, migliore il sushi.
Da allora, il sushi si è diffuso in tutto il Giappone e in tutto il mondo dando vita a tantissime varianti. Numerose anche le iniziative e gli eventi, come il "Découverte du Sushi", il Campionato Europeo per la preparazione del sushi fondato nel 2003.

## Tipi di sushi
La varietà del piatto nasce dalla scelta dei ripieni e guarnizioni, nella scelta degli altri condimenti e nella maniera in cui vengono combinati. Gli stessi ingredienti possono essere assemblati in maniere completamente differenti per ottenere effetti differenti. Questa sezione elenca le maniere diverse di costruire il sushi, indipendentemente dal tipo di ripieni e guarnizioni.

### Makizushi

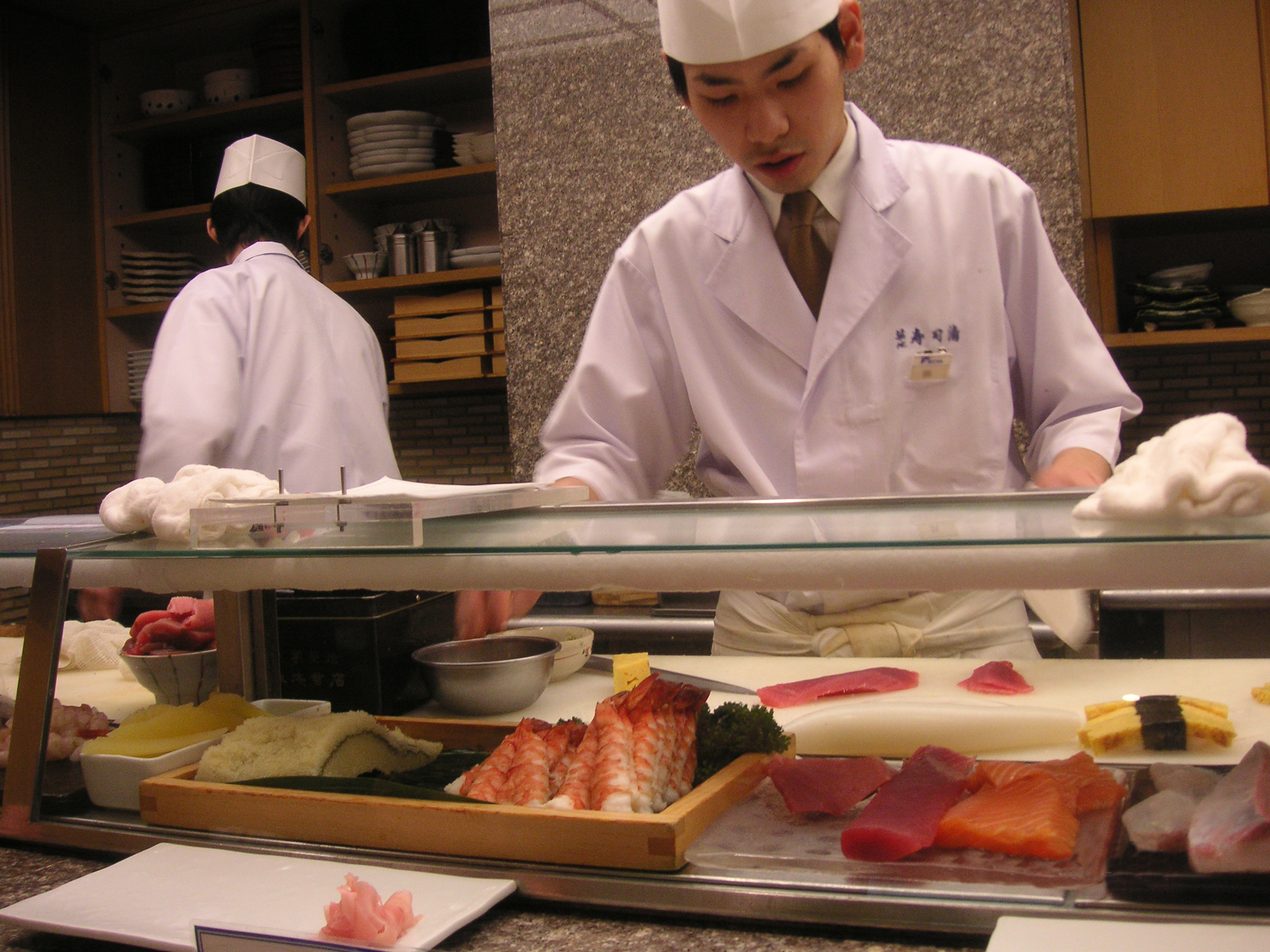
Sushi Chef mentre lavorano in un ristorante a Kyoto

"Sushi arrotolato" (巻き寿司), è una polpettina, cilindrica o conica, formata con l'aiuto di un tappeto di bambù detto makisu. Il Makizushi è il tipo di sushi più familiare alla maggior parte degli occidentali. Generalmente è avvolto nel nori, un foglio di alga seccato che racchiude il riso e il ripieno. In base alla forma e struttura prende il nome di:

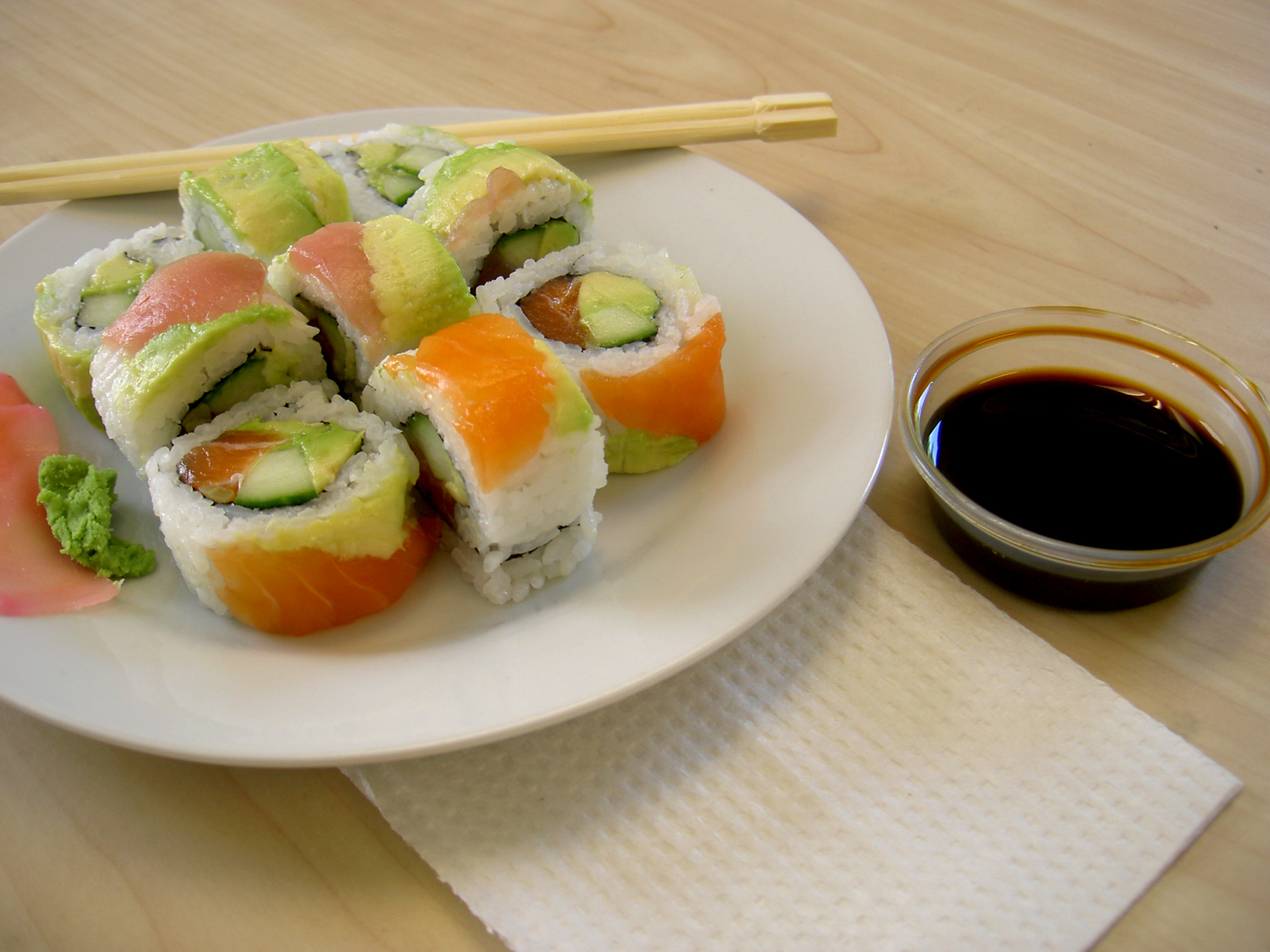
California Roll (nato negli Stati Uniti)

- Futomaki ("rotoli larghi"). 太巻き. Una polpetta cilindrica, con il nori all'esterno, tipicamente alta due o tre centimetri e larga quattro o cinque. È spesso fatta con due o tre ripieni scelti in modo da completarsi a vicenda in gusto e colore.
- Hosomaki ("rotoli sottili"). 細巻き. Una polpettina cilindrica, con il nori all'esterno, tipicamente alta due centimetri e larga due. Generalmente ha un solo tipo di ripieno (salmone) ma può contenere anche il tonno o, più raramente, l'avocado.
- Temaki ("rotoli mano"). 手巻き. Una polpetta a forma di cono, con il nori all'esterno e gli ingredienti che sporgono dall'estremità larga. Di maggiori dimensioni, tradizionalmente lungo dieci centimetri, va mangiato a morsi tenendolo con le dita, perché sarebbe troppo difficile da sollevare con i bastoncini.
- Uramaki ("rotoli interno-esterno"). 裏巻き. Una polpetta cilindrica con il nori all'interno, di dimensioni medie e con due o più ripieni. Il ripieno è al centro circondato da un foglio di nori, quindi uno strato di riso e una guarnizione esterna di un altro ingrediente, come uova di pesce o semi di sesamo tostati.

### Oshizushi
"Sushi pressato" (押し寿司), un blocco formato usando una forma di legno detta oshizushihako. Il cuoco allinea il fondo dell'oshibako con la guarnizione, lo copre con riso sushi e preme il coperchio della forma per creare un blocco compatto e rettangolare. Il blocco viene rimosso dalla forma e tagliato in pezzi delle dimensioni di un boccone.

### Nigirizushi
"Sushi modellato a mano" (握り寿司), consiste in una piccola polpettina di riso pressato a mano, spesso con una punta di wasabi, con una fettina sottile di guarnizione sopra. Difficile da preparare, viene talvolta legata con una striscia sottile di nori.
- Gunkanzushi ("sushi nave da battaglia"). 軍艦寿司. Una polpettina di riso di forma ovale, circondata da una striscia di nori, con degli ingredienti, come uova di pesce, impilati sopra.

### Inarizushi
L'Inarizushi (稲荷寿司?, Sushi ripieno) è una preparazione in cui una piccola tasca o cavità viene riempita con riso sushi e altri ingredienti. La tasca viene ricavata da un pezzo di tofu fritto (油揚げ o abura age), da una sottile frittata (帛紗寿司 o fukusazushi) o da foglie di cavolo.

### Chirashizushi
"Sushi sparpagliato" (散らし寿司), una ciotola di riso sushi con gli altri ingredienti mischiati. Detto anche barazushi. ばら寿司.
- Edomae chirashizushi ("sushi sparpagliato allo stile di Edo"). 江戸前散らし寿司. Gli ingredienti crudi sono miscelati con arte sopra al riso in una ciotola.
- Gomokuzushi ("sushi nello stile del Kansai"). 五目寿司. Ingredienti cotti o crudi miscelati insieme al riso nella ciotola.

### Narezushi
(なれ鮨) è una forma più antica di sushi. Si rimuovono gli organi interni e le squame dai pesci, quindi li si riempiono di sale, si mettono in un barile di legno, miscelati con sale e pressati con un pesante tsukemonoishi o una pietra. Vengono lasciati fermentare per un periodo da dieci giorni a un mese, quindi rimossi e immersi in acqua per un tempo da quindici minuti a un'ora. Infine vengono piazzati in un altro barile a strati con riso bollito freddo e pesce. Ancora una volta vengono sigillati con un'otosibuta e una pickling stone. Con il passare dei giorni l'acqua fermentata filtra all'esterno e viene rimossa. Dopo sei mesi questi narezushi sono pronti per essere mangiati, ma si possono attendere anche altri sei mesi o più.

### Funazushi
Il Funazushi (鮒寿司?) comporta la fermentazione lattica anaerobica di un pesce d'acqua dolce, funa (鮒, Carassius carassius). È un piatto regionale della Prefettura di Shiga ed è considerato una "chinmi", una prelibatezza della cucina giapponese.

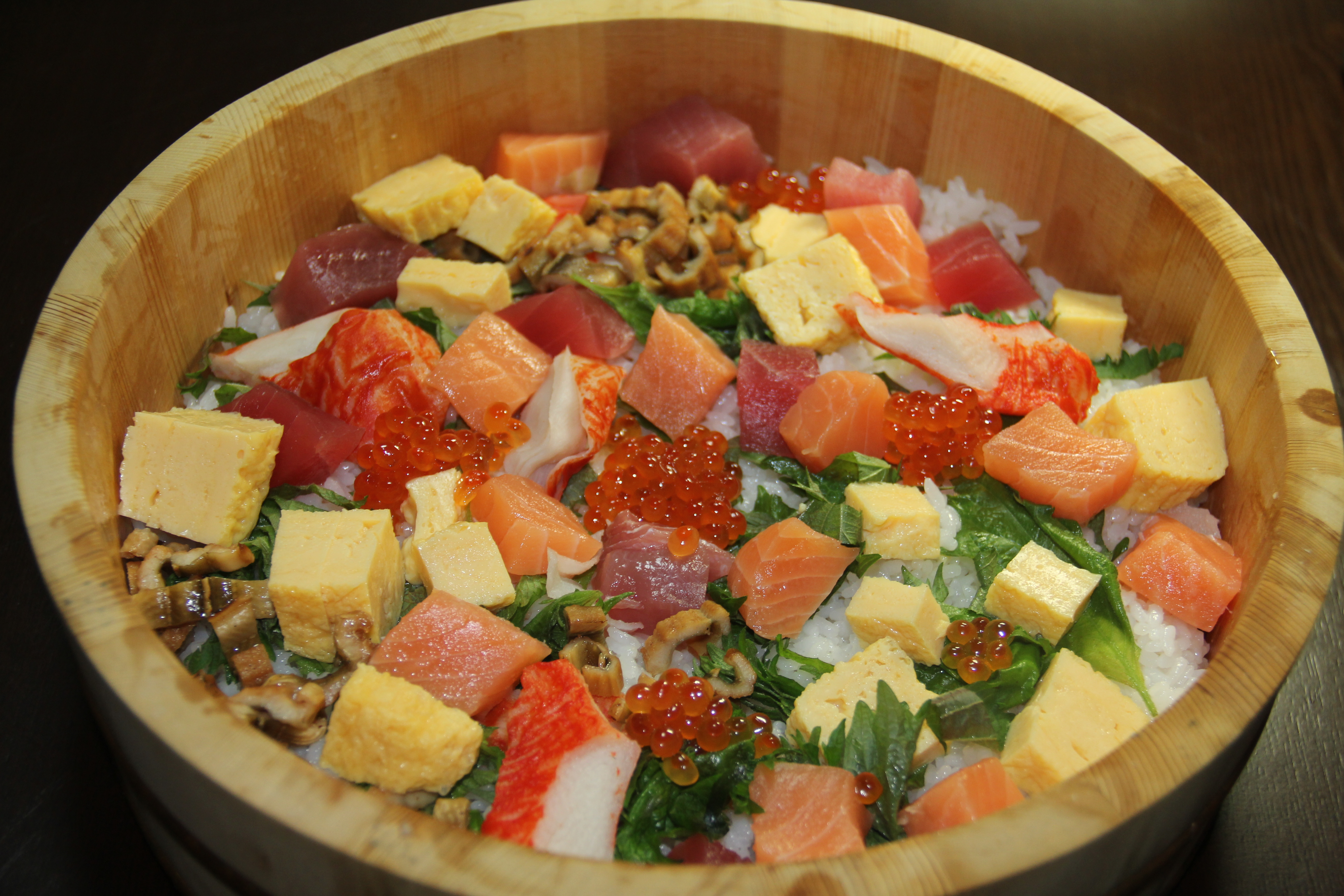
ちらし寿司 (Chirashi zushi)
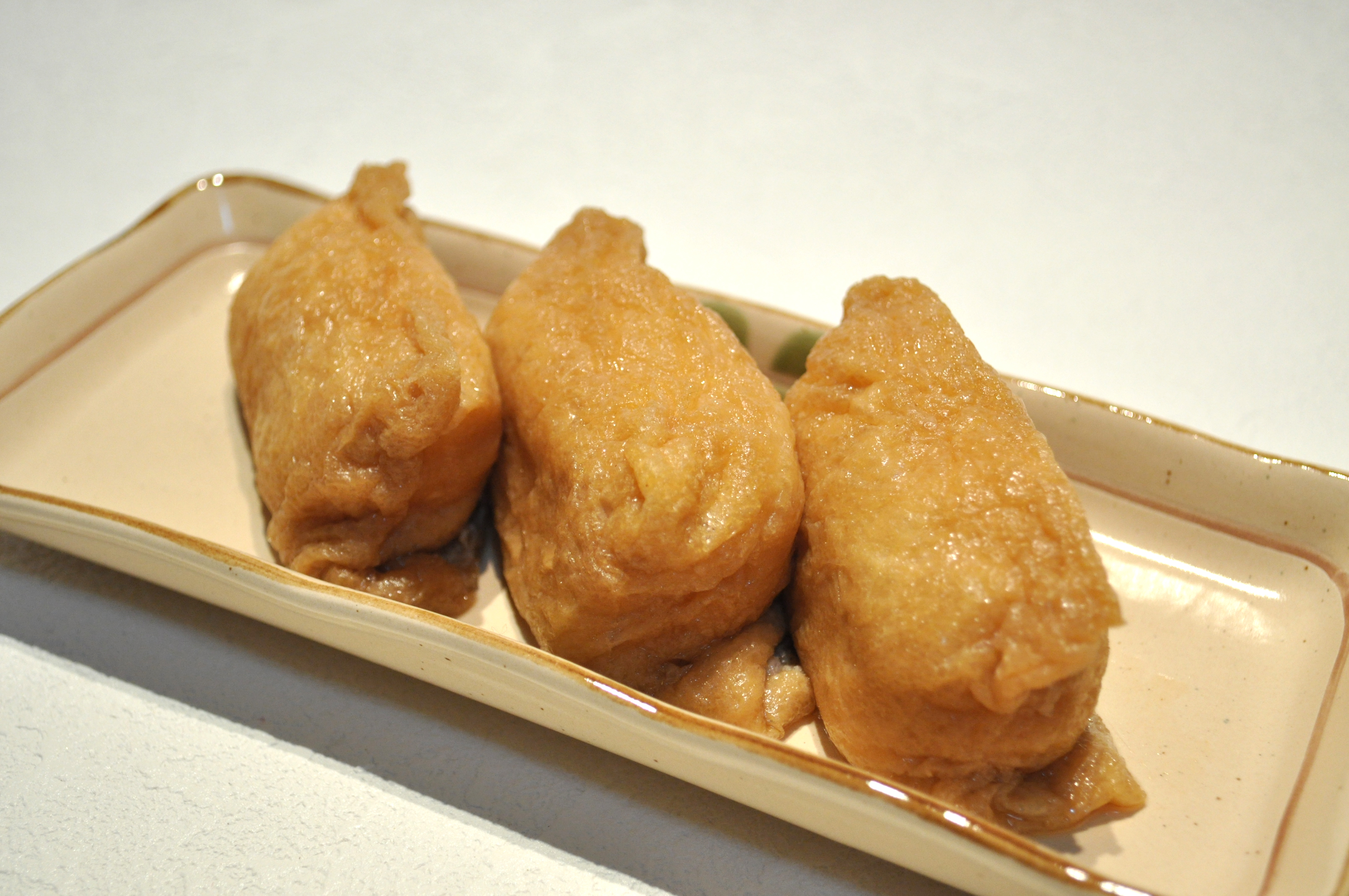
稲荷寿司 (Inari / Inarizushi)
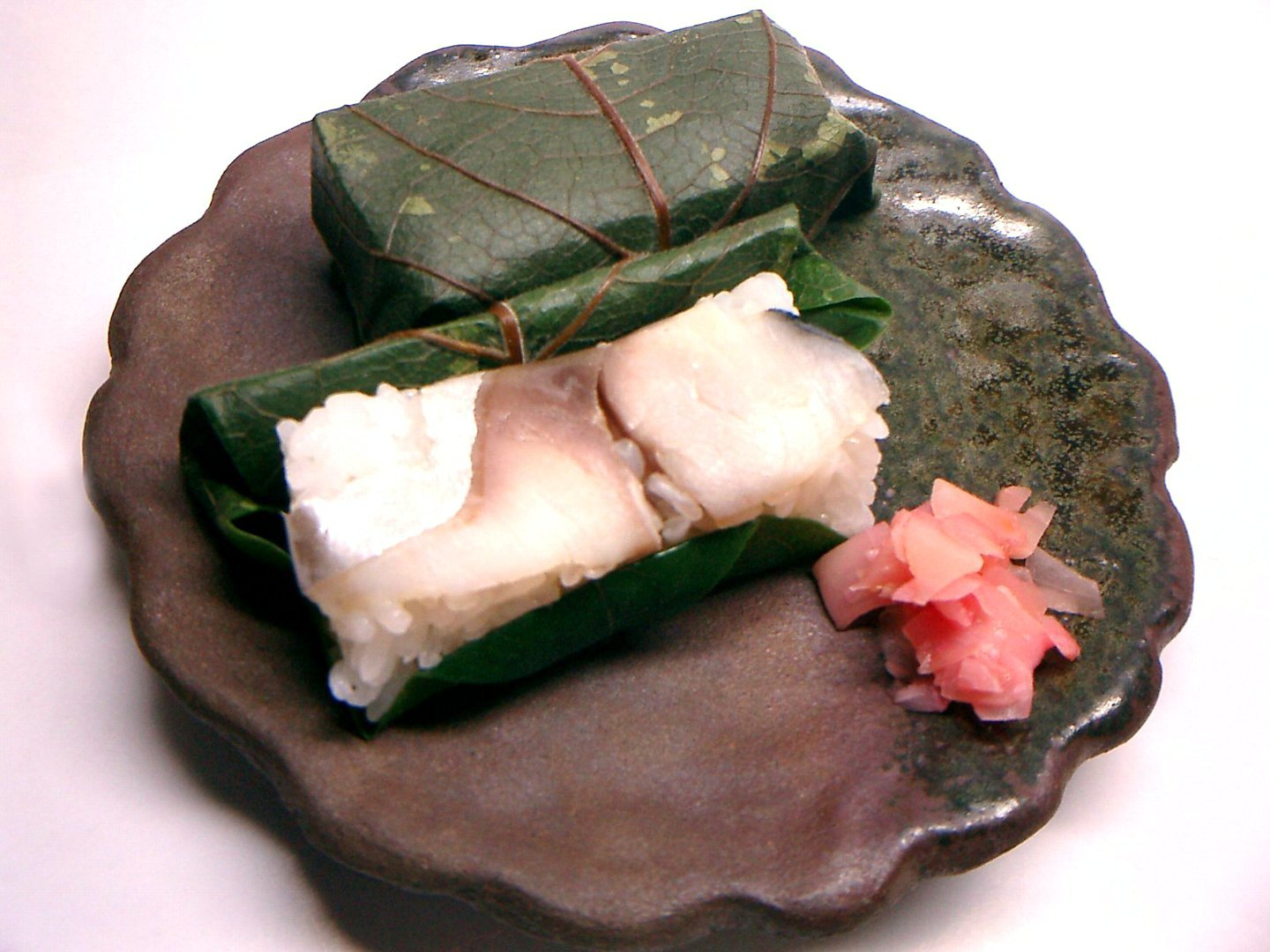
柿の葉寿司 (Kakinoha zushi)
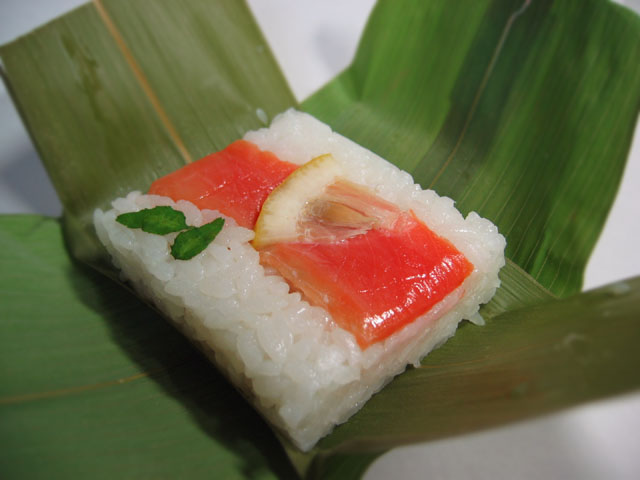
笹寿司 (Sasa zushi)
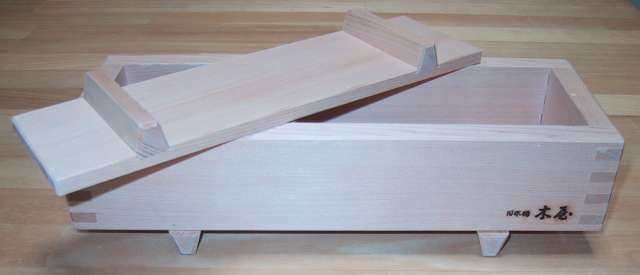
Oshibako
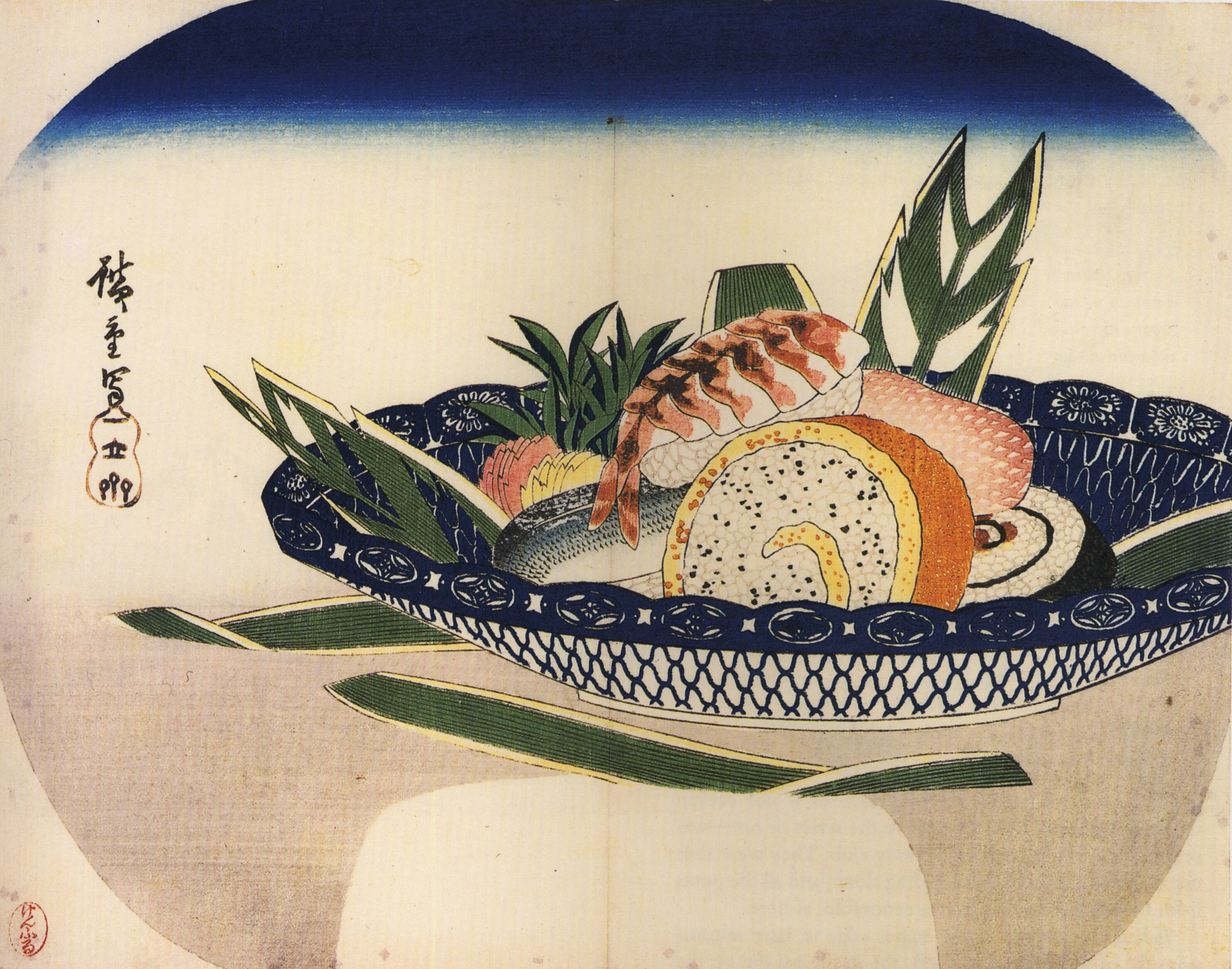
Ukiyo-e del sushi (Utagawa Hiroshige)

Come altri piatti anche il Sushi ha dovuto adattarsi ai gusti alimentari dei paesi in cui si è diffuso, per cui oggi si trovano, in giro per il mondo, tipi di sushi sconosciuti in Giappone, composti con: "scallops" (capesante), tonno piccante, carne di manzo o di pollo, verdure varie, ocra (Abelmoschus esculentus) e anche formaggi. Ad esempio, il California Roll, nato negli Stati Uniti per far accettare l'idea del pesce crudo; si tratta di un maki con avocado, surimi e cetriolo nel quale lo strato esterno di riso è cosparso di semi di sesamo tostati oppure tobiko (飛び子, uova di pesce volante, di colore rosso-arancione, molto croccanti).

## Ingredienti

### Riso sushi
Il riso sushi (sushi-meshi / Sumeshi) viene preparato con un riso bianco, dolce a grano corto, lavato e cotto seguendo una particolare tecnica e successivamente bagnato con aceto di riso nel quale vengono disciolti zucchero e sale, quindi leggermente scaldato, kombu e sakè. Viene raffreddato alla temperatura corporea prima di essere mangiato.
Il riso usato è la qualità Japonica che ha una consistenza diversa da quelle normalmente mangiate al di fuori del Giappone. Il requisito essenziale è la coesione dei chicchi. Se è troppo appiccicoso il gusto è eccessivamente dolciastro, ma se non lo è sufficientemente ha un gusto secco. Il riso raccolto di fresco (shinmai) contiene normalmente troppa acqua e richiede del tempo ulteriore per essere asciugato dopo esser stato lavato.
Ci sono varianti regionali nel riso sushi e naturalmente i singoli cuochi hanno metodi personali. La maggior parte delle varianti sono nel condimento di aceto: la versione di Tokyo usa tipicamente più sale, quella di Osaka ha più zucchero. Nei ristoranti di cucina fusion sono utilizzati varietà di riso integrale, selvatico o venere.
Il riso sushi deve tipicamente essere mangiato poco dopo esser stato preparato.

### Nori
L'avvolgimento vegetale usato nel maki e nel temaki è detto nori (海苔). È un'alga commestibile tradizionalmente coltivata nei porti del Giappone. Originariamente le piante venivano raschiate dai pali del porto, pressate in fogli e seccate al sole, con un procedimento simile a quello usato per la carta. Il Nori viene tostato prima di essere usato nei cibi.
Oggi il prodotto commerciale viene coltivato, prodotto, tostato, impacchettato e venduto in fogli di dimensioni standard: circa 18 cm per 21 cm. Il nori di qualità migliore è spesso, liscio, luminoso e privo di buchi.

### Frittata
Per produrre il fukusazushi, viene usata come avvolgimento una frittatina spessa come un foglio al posto del nori. La frittata viene tradizionalmente preparata con una padella rettangolare (makiyakinabe) e usata per formare una tasca per il riso e il ripieno.

### Ripieni e guarnizioni
PesceNon si può utilizzare pesce fresco crudo, se non trattato preventivamente con un abbattitore di temperatura. I pesci di acqua dolce sono tra quelli consumati cotti. I pesci comunemente usati sono tonno, salmone, snapper, anguilla, sarde e sugarello. L'ingrediente considerato di miglior qualità è detto toro (in Giappone spesso chiamato anche o-toro), un taglio grasso e marmorizzato della parte più grassa del tonno, la ventresca. Il toro di ventresca di tonno rosso è il più pregiato ed è usato solo dai ristoranti più lussuosi del Giappone.
Crostacei, molluschi e frutti di mareAltri ingredienti marini sono polpo, gamberetti, uova di pesce, riccio di mare e vari tipi di conchiglie.
Verdura, frutta e ortaggiRafano, semi di soia fermentati (nattō), avocado, cetrioli, tofu, prugne sottaceto.
Carne rossaManzo e prosciutto.
Altri ingredientiUova (nella forma di sottili frittate dolci), uova di quaglia.

### Condimenti
- Shō-yu. しょうゆ, o 醤油, 正油. Salsa di soia.
- Wasabi. (sostituito spesso da pasta di rafano verde)
- Gari. Zenzero dolce sott'aceto
- Shiso
- Mirin (vino di riso dolce, noto come "sake dolce")

## Maestro di sushi in Giappone
Durante i primi due anni, un apprendista può soltanto osservare il proprio Shokunin e inoltre svolgere mansioni di lavapiatti o pulizia di pavimenti. In seguito imparerà la tecnica di cottura del riso e solo dopo quattro anni potrà apprendere l'arte del taglio del pesce e della composizione del sushi. In questo stesso periodo imparerà anche ad acquistare il pesce al mercato, cosa che richiede molta esperienza.
Quello dello chef di sushi è un mestiere originariamente precluso alle donne: si riteneva infatti che le mani femminili avessero una temperatura più alta di quelle maschili, e che quindi potessero rovinare il pesce durante la manipolazione.
Sedendosi al bancone si può ammirare, disposti in bella mostra, varietà di pesce e di verdure per verificarne la freschezza.

## Sushi bar
Vi sono principalmente due tipi diversi di sushi bar: quelli in cui si ha un classico menu con il quale ordinare di volta in volta le portate che vengono preparate al momento dallo chef. Vi sono poi i kaiten-zushi, dove su un nastro trasportatore passano tutti i piatti già preparati pochi minuti prima e si possono prendere direttamente senza chiedere allo chef. In molti kaiten-zushi il costo è identico per ogni piattino, mentre in altri, soprattutto quelli situati fuori dal Giappone, il colore del piattino indica il relativo costo.

## Rischi per la salute

### Tossine
Alcune forme di sushi, specialmente quelle contenenti il pesce palla fugu e certi tipi di molluschi possono causare avvelenamento da tossine nel caso la preparazione non sia adeguata. In particolare il fugu possiede, all'interno dei propri organi, una dose letale di tetrodotossina; per questo, in Giappone, deve essere preparato da chef provvisti di una licenza rilasciata dal governo dopo il superamento di un esame specifico.

### Parassitosi
Le parassitosi da pesce crudo coinvolgono soprattutto tre parassiti:
- Anisakis, un nematode responsabile dell'anisakiasi;[10]
- Diphyllobothrium o botriocefalo, un cestode responsabile della difillobotriasi;[11]
- Clonorchis sinensis, un trematode responsabile della clonorchiasi.

Le infestazioni vengono prevenute mediante cottura o congelamento del pesce a determinate temperature per un'adeguata quantità di tempo; la marinatura, la salatura e l'affumicatura possono ridurne il rischio, tuttavia non lo eliminano.

## Ekiben
- Yamabe-sakezushi (やまべ鮭寿し?)[15] - Stazione di Sapporo (Sapporo)
- Sake no oshizushi (鮭の押寿司?)[16] - Stazione di Niigata (Niigata)
- Masu no sushi (ますのすし一重?)[17] - Stazione di Toyama e Stazione di Takaoka (Prefettura di Toyama)

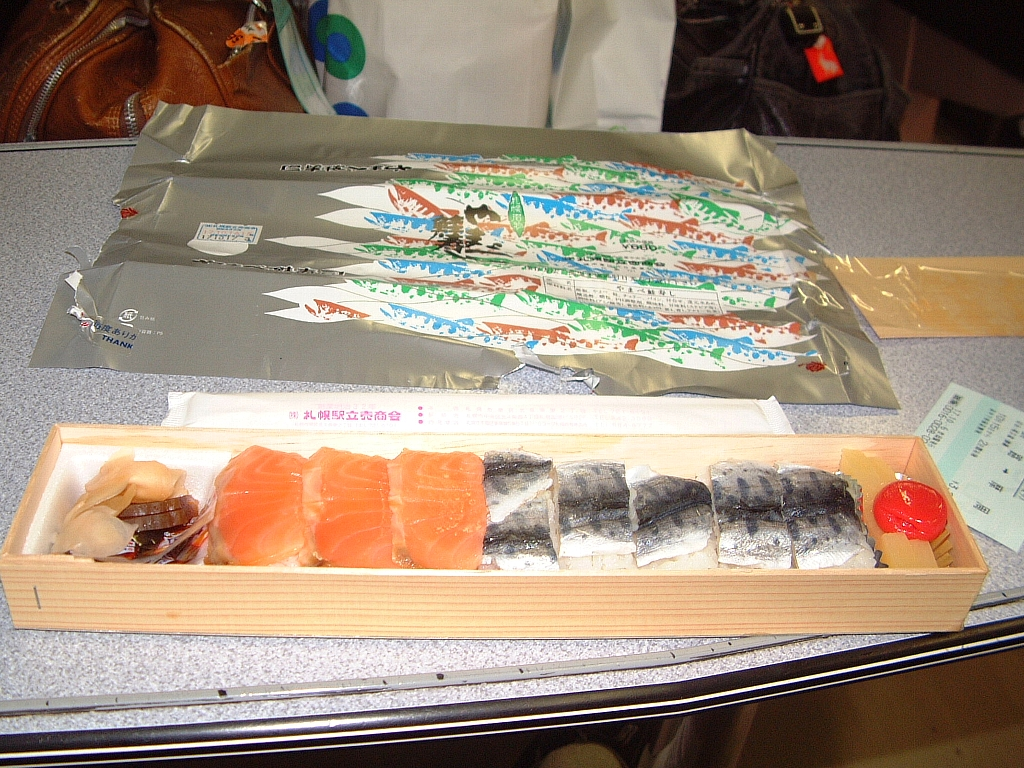
Yamabe-sakezushi
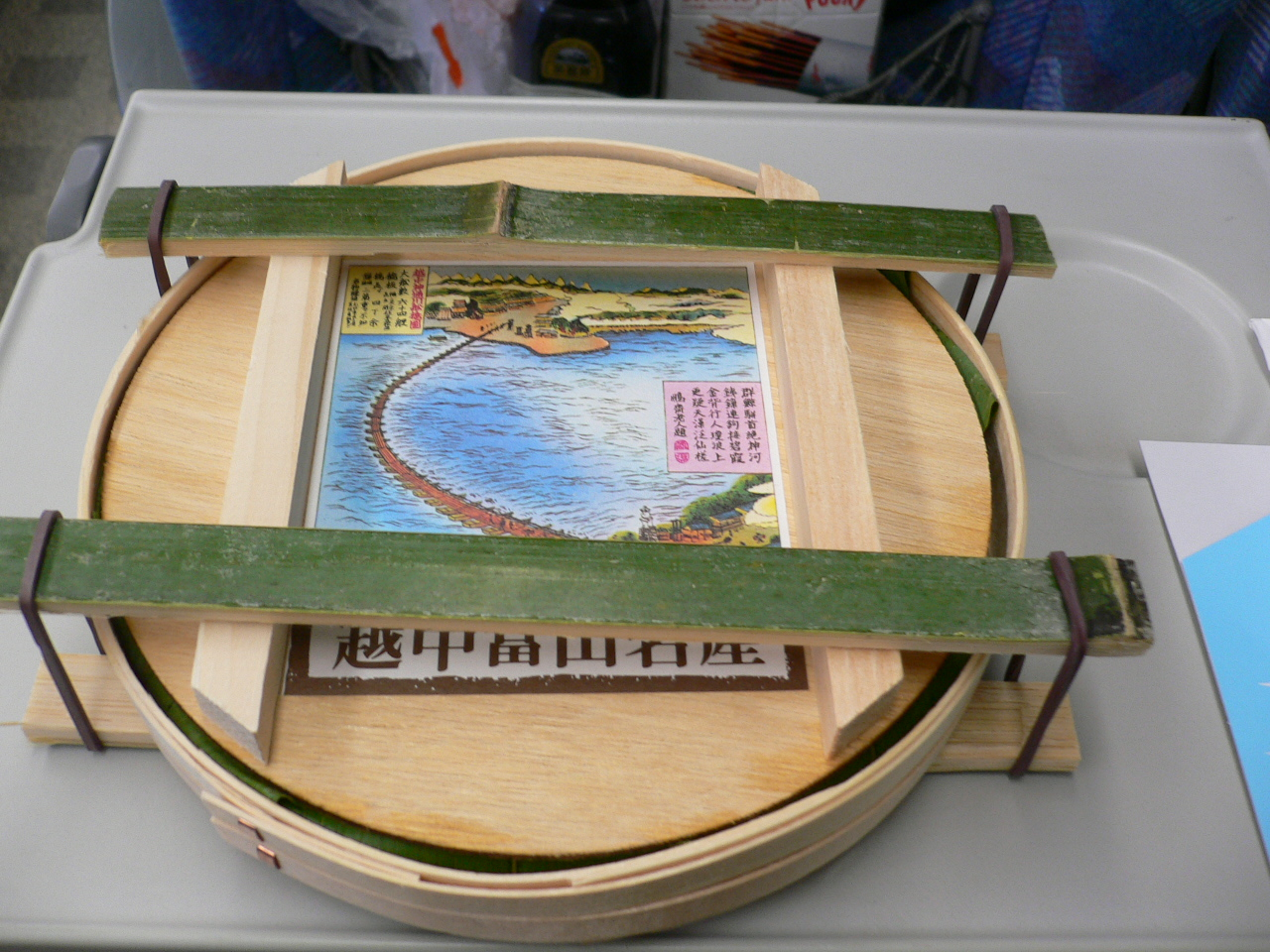
Masu no sushi
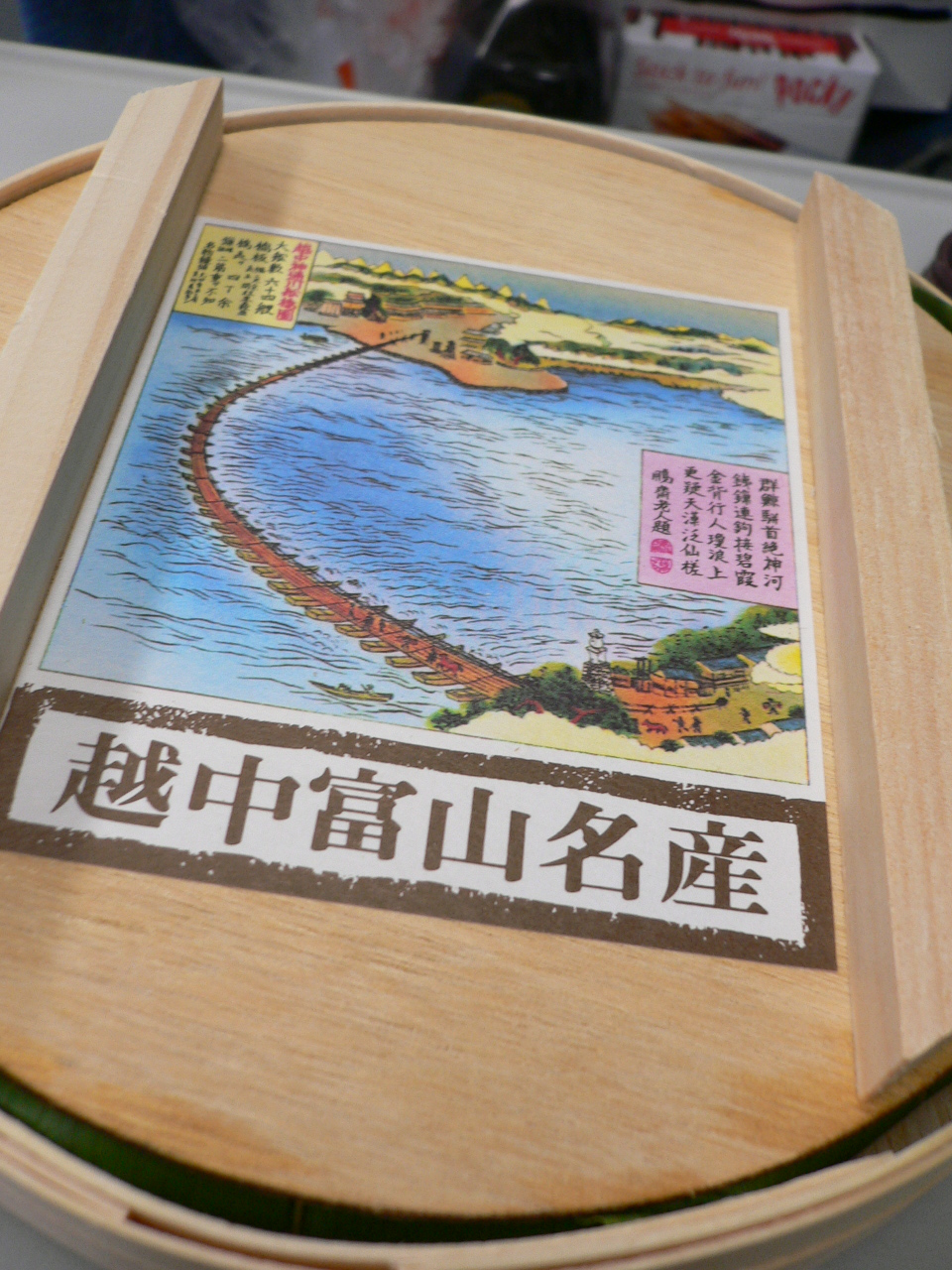
Masu no sushi
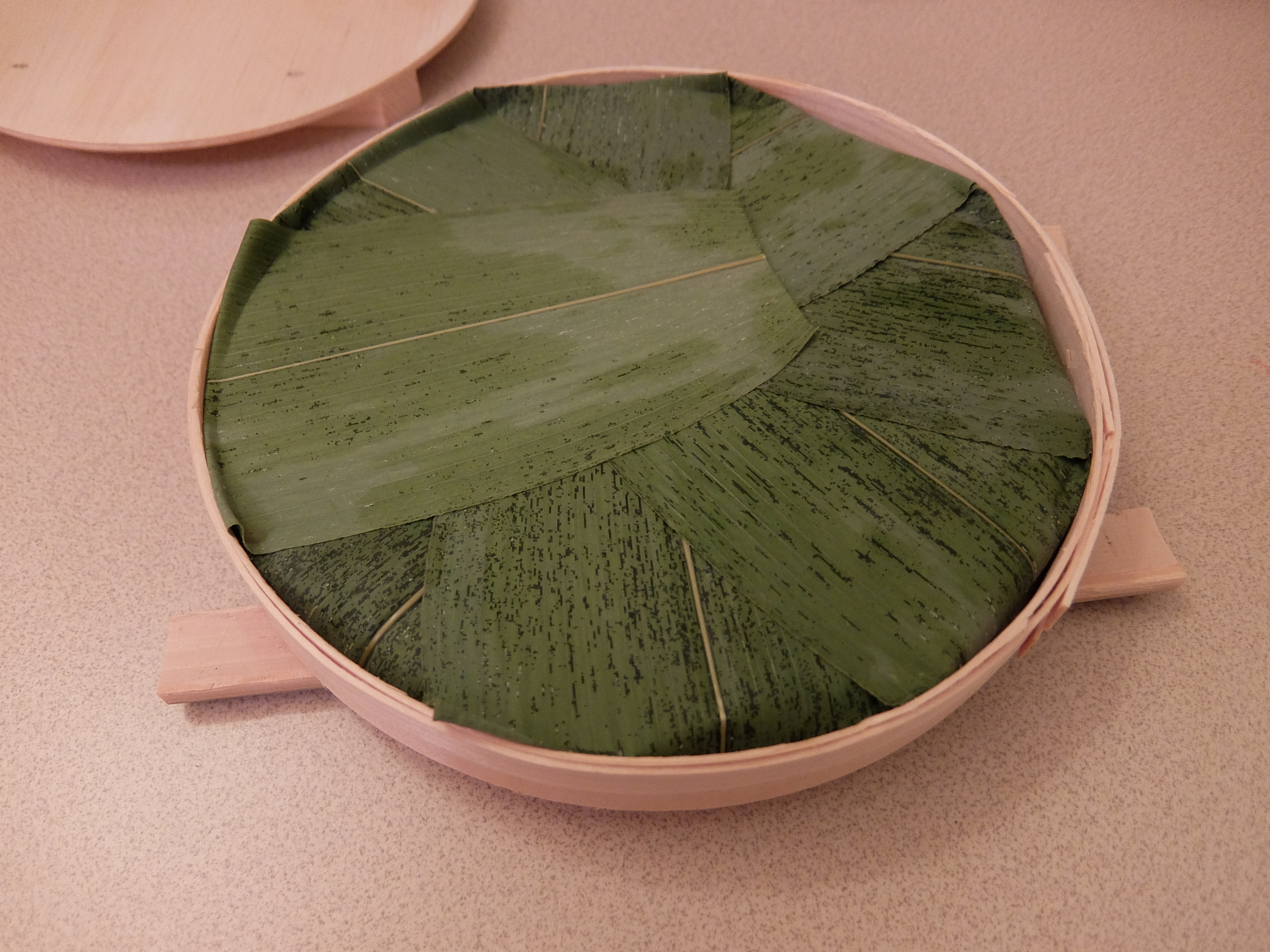
Masu no sushi
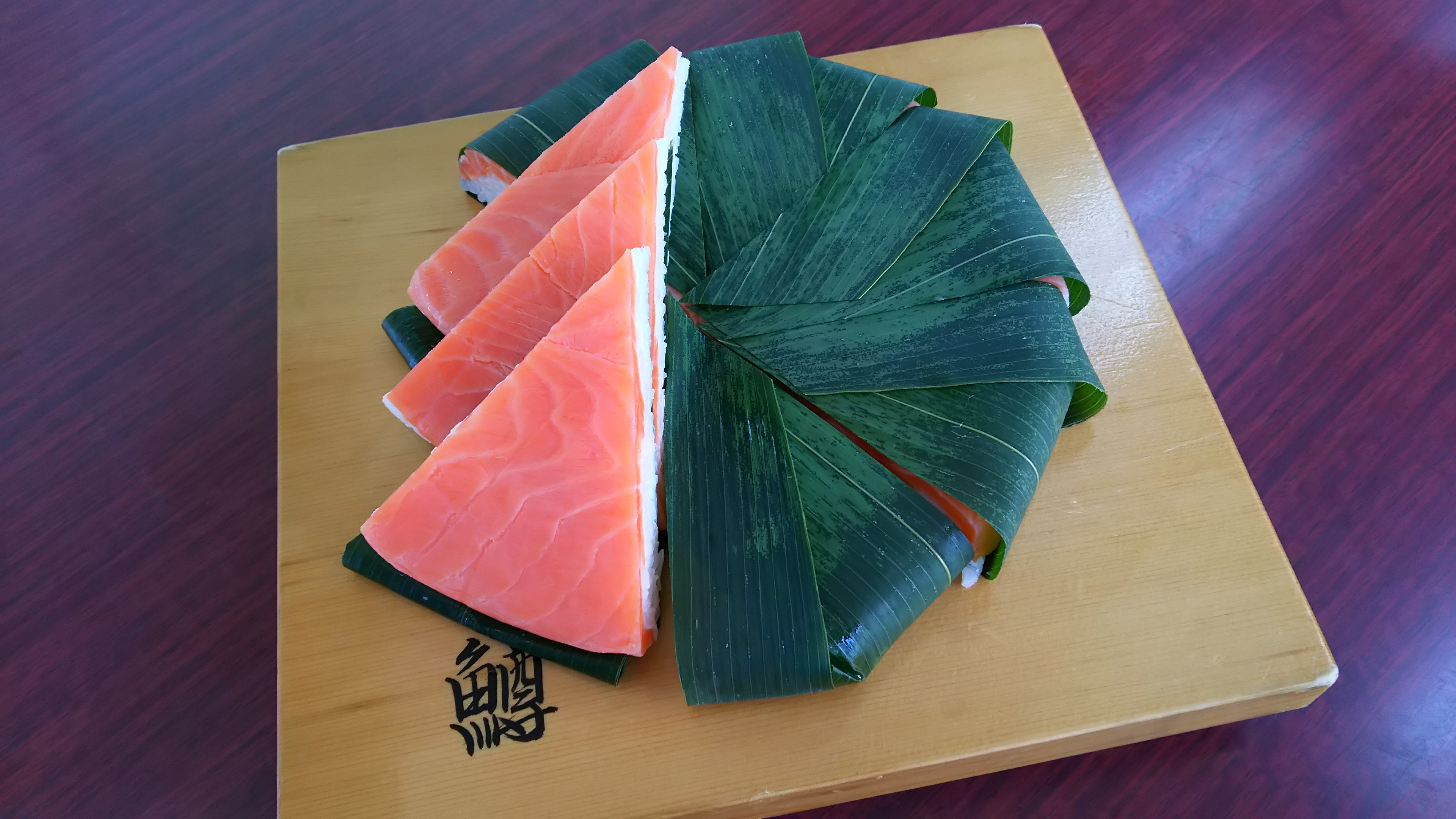
Masu no sushi